# Nazionale maschile di calcio di Mauritius
La nazionale di calcio di Mauritius è la rappresentativa calcistica dell'omonima nazione africana ed è supervisionata dalla Mauritius Football Association (fondata nel 1952, si affilierà alla FIFA dieci anni più tardi).
Non ha mai partecipato alla fase finale del campionato del mondo di calcio. Riuscì tuttavia a qualificarsi alla Coppa d'Africa 1974, concludendola dopo tre nette sconfitte. Ha vinto per due volte (nel 1985 e nel 2003) i Giochi delle isole dell'Oceano Indiano.
Nella graduatoria FIFA occupa il 170º posto.

## Storia
Maurizio giocò la prima partita ufficiale nel 1947, quando batté per 2-1 la Riunione. Nei vent'anni seguenti giocò solo contro le vicine nazionali della Riunione e del Madagascar, disputando delle partite amichevoli o valide per il Triangulaire dei Giochi delle isole dell'Oceano indiano, competizione che si tenne dal 1947 al 1963 e che Maurizio vinse in dieci occasioni, facendo registrare due secondi posti e un terzo posto.
Nel 1955, tre anni dopo l'istituzione della Federazione calcistica di Mauritius, nella città di Curepipe fu inaugurato lo stadio George V, che iniziò a ospitare gli incontri della nazionale.
Dal 1967 la nazionale di Maurizio iniziò a competere contro altre nazionali in amichevoli e partite di qualificazione alla Coppa d'Africa e campionato mondiale di calcio. Riuscì a qualificarsi alla fase finale della Coppa d'Africa 1974, dove fu eliminata al primo turno dopo tre sconfitte.
Nel 1985 Maurizio si aggiudicò per la prima volta i Giochi delle isole dell'Oceano Indiano.
Nel 1999, dopo i disordini che causarono alcuni morti durante la partita tra Scouts Club e Fire Brigade Sports Club, nella partita decisiva del campionato mauriziano di calcio, il calcio mauriziano fu sospeso per diciotto mesi, con la sola eccezione della nazionale, cui fu consentito di continuare a giocare. Nei decenni successivi il calcio dell'isola entrò in una fase di progressivo declino. In undici anni, dal 2000 al 2011, la nazionale passò dal 116º al 195º posto del ranking FIFA, raccogliendo risultati molto negativi, pur avendo raggiunto nel 2004 i quarti di finale della Coppa COSAFA, avendo sconfitto per 2-0 il Sudafrica nel gennaio 2004 ed essendo stato sconfitto per 3-1 ed eliminato dallo Zambia. Nel 2003 la squadra si era aggiudicata per la seconda volta i Giochi delle isole dell'Oceano Indiano, nell'edizione casalinga, sotto la guida del tecnico Akbar Patel.
Durante le qualificazioni alla Coppa d'Africa 2017 la squadra diede segnali di ripresa, battendo Mozambico e Ruanda (pur chiudendo il girone eliminatorio all'ultimo posto), ma nelle successive due edizioni del torneo uscì sempre al primo turno, per mano di Comore e São Tomé e Príncipe.

## Palmarès
Giochi delle isole dell'Oceano Indiano: 2
1985, 2003

## Risultati in Coppa del mondo
- Dal 1930 al 1970 - Non partecipante
- 1974 - Non qualificata
- 1978 - Non partecipante
- 1982 - Non partecipante
- 1986 - Non qualificata
- 1990 - Esclusa a causa di debiti nei confronti della FIFA
- 1994 - Non partecipante
- Dal 1998 al 2010 - Non qualificata
- 2014 - Ritirata
- Dal 2018 al 2022 - Non qualificata

## Risultati in Coppa d'Africa
- Dal 1957 al 1965 - Non partecipante
- Dal 1968 al 1972 - Non qualificata
- 1974 - Primo turno
- Dal 1976 al 1986 - Non qualificata
- 1988 - Ritirata
- 1990 - Non qualificata
- 1992 - Ritirata
- Dal 1994 al 2021 - Non qualificata

## Record individuali

### Record di reti
| Pos. | Nome               | Periodo   | Reti | Presenze |
| ---- | ------------------ | --------- | ---- | -------- |
| 1    | Kersley Appou      | 1999-2007 | 10   | 24       |
| 2    | Christopher Perle  | 2000-2008 | 6    | 21       |
| 3    | Wesley Marquette   | 2006-     | 3    | 10       |
| 3    | Ricardo Naboth     | 2001-     | 3    | 21       |
| 3    | Jerry Louis        | 2001-     | 3    | 30       |
| 3    | Cyril Mourgine     | 2001-2007 | 3    | 33       |
| 7    | Thierry Collet     | 2005-     | 2    | 5        |
| 7    | Andy Sophie        | 2007-     | 2    | 13       |
| 7    | Jean-Sebastien Bax | 1994-2006 | 2    | 16       |
| 7    | Kervin Godon       | 2002-     | 2    | 23       |

## Rosa attuale
Presenze e reti aggiornate al 20 gennaio 2020.
| 1  | P | Kévin Jean-Louis        | 27 giugno 1989    | 48 | 0  | Pamplemousses          |  |  |
| 13 | P | Christopher Caserne     | 22 febbraio 1993  | 13 | 0  | Bolton City YC         |  |  |
|    |   |                         |                   |    |    |                        |  |  |
| 2  | D | Lindsay Rose            | 8 febbraio 1992   | 1  | 0  | Aris Salonicco         |  |  |
| 6  | D | Jean-Fabrice Augustin   | 28 febbraio 1995  | 3  | 1  | La Cure Sylvester      |  |  |
|    | D | Jean Francois           | 05 maggio 2002    | 0  | 0  | Mauritius (bandiera)   |  |  |
|    | D | Jonathan Spéville       | 26 gennaio 1991   |    |    | Bolton City Youth Club |  |  |
| 4  | D | Walter Duprey St Martin | 07 luglio 1984    |    |    | Pamplemousses          |  |  |
|    | D | Mervyn Jocelyn          | 21 agosto 1991    | 2  | 0  | Pamplemousses          |  |  |
| 5  | D | Francis Rasolofonirina  | 22 luglio 1987    | 46 | 2  | Petite Rivière Noire   |  |  |
| 11 | D | Kerlson Agathe          | 27 settembre 1997 | 13 | 0  | Pamplemousses          |  |  |
|    |   |                         |                   |    |    |                        |  |  |
|    | C | Samuel Brasse           | 15 luglio 1996    | 26 | 0  | Bolton City            |  |  |
|    | C | Adel Langue             | 27 settembre 1997 | 13 | 0  | Alavés                 |  |  |
|    | C | Andy Patate             | 18 giugno 1985    |    |    | Petite Rivière Noire   |  |  |
| 16 | C | Kévin Perticots         | 01 maggio 1996    | 40 | 6  | Pamplemousses          |  |  |
| 20 | C | Jérémy Villeneuve       | 25 aprile 1994    | 2  | 0  | Ivry                   |  |  |
|    |   |                         |                   |    |    |                        |  |  |
|    | A | Jonathan Justin         | 27 febbraio 1991  | 4  | 0  | Colomiers Football     |  |  |
| 9  | C | Jean Nabab              | 29 febbraio 1992  |    |    | Savanne SC             |  |  |
|    | C | Gary Noël               | 07 marzo 1990     | 6  | 1  | Weiche                 |  |  |
| 7  | A | Andy Sophie             | 07 maggio 1990    | 53 | 11 | Saint-Louisienne       |  |  |

## Tutte le rose

### Coppa d'Africa
Coppa d'Africa 1974P Leste, D Augustin, D Florine, D Jatha, D Maurel, D Ramchurn, C Bathfield, C Chinsung, C Dinally, C Jackaria, C Mooniaruck, C Moutou, C Noel, C Oodunt, A Imbert, A Mungly, A Munso, A Perdrau, CT: Elahee